# 副音声付放送
副音声付放送（ふくおんせいつきほうそう）は、音声多重放送の一種。アナログテレビ放送における二重音声放送のことで、主音声信号搬送波と副音声信号搬送波を用いて、二ヶ国語放送と解説放送を行なっている。
アナログテレビ放送およびFMラジオ放送（アナログ放送の一種で、音声部分の仕組みに関しては、アナログテレビ放送と同一方式）のステレオ放送も、同様に主音声信号搬送波と副音声信号搬送波を用いて行なわれているが、機器内部での処理動作が異なる（識別信号により切り分ける）ので別物。
日本のデジタルテレビ放送の規格の1つISDBの規格上では、「副音声」とはアナログ放送同様のモノラル二重音声の場合にしか言わず、二重ステレオなどではそう呼ばないが、一部の放送局（日本テレビ）などがそう呼んでいる場合がある。